# Raab Krähe

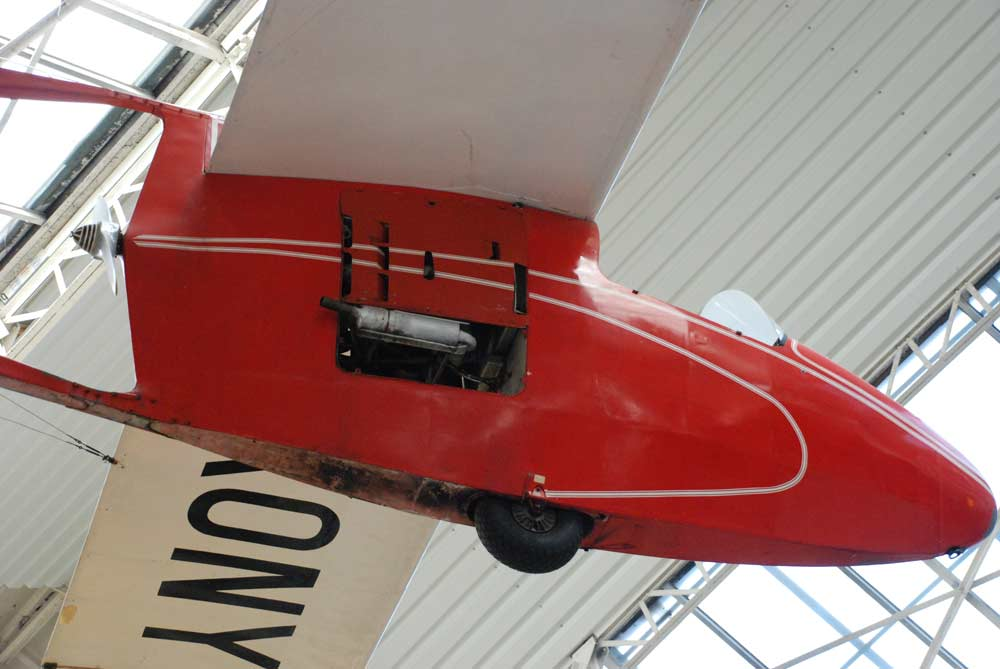
D-KONY

Die Raab Krähe ist ein von Fritz Raab konstruierter und als Selbstbauflugzeug vorgesehener Motorsegler, der vom deutschen Hersteller Rock Segelflugzeugbau auch in Serie gefertigt wurde.

## Geschichte
Die „Krähe“ wurde von Fritz Raab in der Tradition des vorgehenden Segelflugzeugentwurfs Doppelraab und den Motorsegler-Versuchsmustern Motorraab und Dohle unter Mitwirkung des Flugtechnischen Ingenieurbüros Gerhard Siegel in Gauting entwickelt. Für den Gruppennachbau im Rahmen des Amateurbaus existierte ein Plansatz von 53 Zeichnungen, wobei der Segelflugzeugbau J. Rock in Inzell auch die entsprechenden Bausatzteile zur Verfügung stellte.
Die Krähe wurde von Beginn an als selbststartender Motorsegler entwickelt, wobei die Segelfähigkeiten denen eines guten Übungssegler entsprechen sollten. Die zweite Konstruktionsprämisse ging dahin, einen robusten und einfachen Aufbau und damit auch eine gute Nachbaufähigkeit in Fliegergruppen zu erreichen. Die grundlegenden Konstruktionsarbeiten wurden 1957 abgeschlossen und am 10. Juni des gleichen Jahres startete der erste Prototyp mit dem Kennzeichen D-EGAZ zu seinem Erstflug. Als Triebwerk wurde ein Goggo-Motor 400 eingesetzt.
Der zweite Prototyp unterschied sich nur durch den Einbau eines Brändl ZB-300-Motors und flog 1958 zum ersten Mal. Der dritte Prototyp wurde 1960 bei den Segelflugweltmeisterschaften in Köln-Butzweilerhof vorgestellt. Der vierte Prototyp flog zuerst 1959 auf dem Motorseglertreffen in Augsburg als reines Segelflugzeug erhielt aber später ebenfalls den Brändl-Motor. Da dieser Motorentyp beim Einbau noch kein Kühlgebläse besaß, wurden große Kühlluftrichter notwendig. Erst der fünfte Prototyp erhielt einen Brändl-Motor mit einem entsprechenden Kühlgebläse und entsprach damit der Serienausführung.
Die Krähe war ab einer Motorleistung von 16 PS selbststartfähig, es konnten aber Motoren mit bis zu 40 PS und 75 kg Gewicht eingebaut werden. Eine größere Leistung war wegen des auf 1,32 m begrenzten Propellerdurchmessers nicht ausnutzbar.

## Konstruktion
Die Krähe ist ein freitragender Schulterdecker in Holzbauweise. Die dreiteilige Tragfläche besitzt einen Holm. Das Flügelmittelstück hat eine Rechteckform, die trapezförmigen Außenflügelteile besitzen eine V-Stellung und tragen fast über die ganze Hinterkante einteilige Querruder. Der Rumpf ist sehr einfach aufgebaut mit einem bootsförmigen Vorderteil und einem flachen Leitwerksträger, der mit vier Stahlseilen zur Flügelhinterkante hin verspannt ist. Der Motor ist hinter dem Pilotensitz eingebaut und treibt einen starren Zweiblatt-Holzdruckpropeller an. Die Luftschraube läuft zwischen Ober- und Untergurt des Leitwerkträgers.
Das Fahrwerk besteht aus einem Zentralrad vor dem Schwerpunkt und einer Heckkufe. Der Pilotensitz befindet sich vor der Flügelvorderkante und ist durch eine Haube abgedeckt.

## Technische Daten
| Kenngröße             | Daten                                                                                                |
| --------------------- | --- |
| Besatzung             | 1 |
| Länge                 | 6,70 m                                                                                               |
| Spannweite            | 12,00 m                                                                                              |
| Flügelfläche          | 14,38 m²                                                                                             |
| Flügelstreckung       | 10,2                                                                                                 |
| Gleitzahl             | 20                                                                                                   |
| Geringstes Sinken     | 0,95 m/s                                                                                             |
| Leermasse             | 220 kg                                                                                               |
| max. Startmasse       | 340 kg                                                                                               |
| Reisegeschwindigkeit  | 90 bis 95 km/h                                                                                       |
| Höchstgeschwindigkeit | 120 km/h                                                                                             |
| Triebwerke            | 1 × Zink-Brändl ZB 300 gebläsegekühlter Zweizylinder-Zweitakt-Motor mit 18 PS (13 kW) Startleistung. |